# Asobara malawiana
Asobara malawiana är en stekelart som beskrevs av Fischer 2007. Asobara malawiana ingår i släktet Asobara och familjen bracksteklar. Inga underarter finns listade.